# Henry Van Hien Sekyi
Henry Van Hien Sekyi es un diplomático ghanés retirado.
- En 1957 entró al servicio exterior.
- De 1958 a 1961 fue tercer, sucesivamente, segundo y primer secretario de embajada en Washington D. C..
- En 1962 fue primer secretario más tarde consejero de embajada en Roma.
- De 1962 a 1965 fue director de las divisiones Europa del Este y China, Oriente Medio y Asia, Asuntos de la ONU, Personal y administración en el Ministerio de Asuntos Exteriores.
- En 1965 actuó como principal secretario del Ministerio de Asuntos Exteriores.
- De 1966 a 1970 fue Alto Comisionado en Canberra (Australia).
- De 1970 a 1972 fue embajador em Roma.
- De 1972 a 1974 fue Alto Comisionado en Londres (Reino Unido).
- De 1978 a 1980 fue representante permanente ante la Sede de la Organización de las Naciones Unidas.[1]